# Summa Teològica
|  | Aquest article tracta sobre l'obra de Tomàs d'Aquino. Vegeu-ne altres significats a «Summa Theologica (Eiximenis)». |

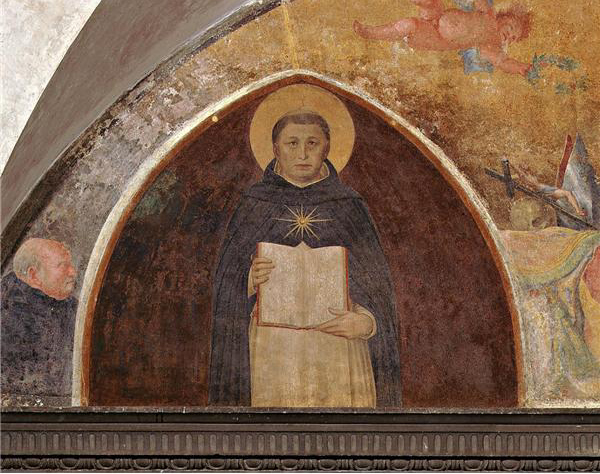
Sant Tomàs d'Aquino sostenint la Summa (fresc de Fra Angelico al convent de Sant Marc de Florència, vers 1442)

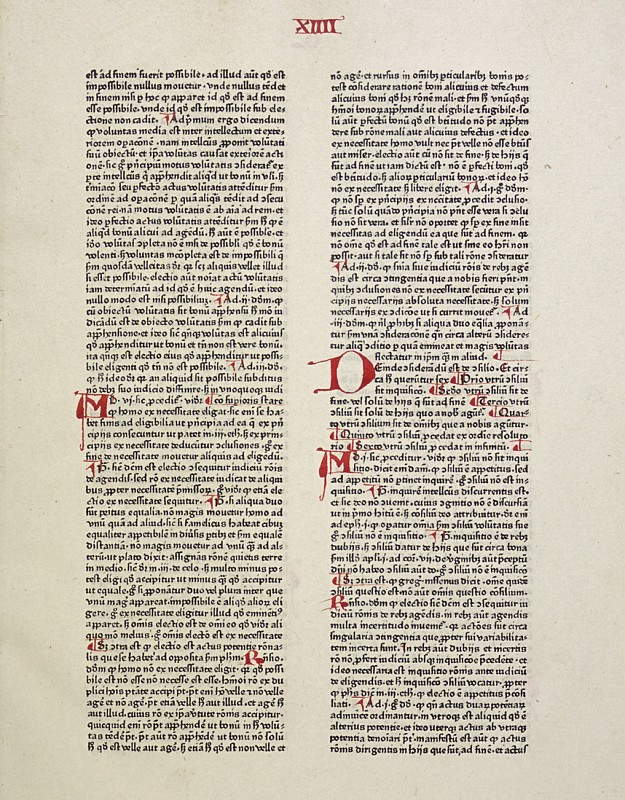
Summa Theologiæ, Pars secunda, prima pars. (còpia de Peter Schöffer, 1471)

La Summa Teològica (en llatí: Summa theologica) és el tractat més famós de Sant Tomàs d'Aquino, i l'obra més famosa i influent de la teologia medieval. Fou concebuda com un sumari o compilació de tot el coneixement teològic del cristianisme, i tracta els temes centrals en una estructura cíclica: Déu, la creació de Déu, l'Home, el propòsit de l'Home, Crist, els Sagraments, i un altre cop Déu. La part més coneguda de l'obra són les Quinquae viae, o les cinc vies d'Aquino per demostrar l'existència de Déu. Tomàs d'Aquino la compongué els darrers anys de la seva vida, i la deixà inacabada.

## Contingut
La Summa està composta articles que responen tots a la mateixa estructura: 
1. Utrum: Es planteja una pregunta o dubte teològic, sempre començant amb la fórmula "utrum".
2. Videtur quod non: S'enumeren una sèrie d'arguments contraris a la resposta es conclourà (que encara no s'ha enunciat). La primera de les objeccions ve precedida per "videtur quod non" (No sembla que...), i les següents per "praeterea" (a més a més...)
3. Sed contra: Es rebaten els arguments anteriors amb una rèplica breu que sempre comença amb "sed contra" (d'altra banda). Sovint aquesta rèplica és simplement una cita bíblica o d'alguna eminència reconeguda que suporta la conclusió final.
4. Respondeo: En la que s'argumenta i es clarifica la resposta o conclusió a la qüestió plantejada.
5. Ad: Finalment es dona resposta una per una a les objeccions plantejades al videtur quod non, numerant-les segons la fórmula ad primum, ad secundum, etc. (en primer lloc, en segon lloc…)

### Algunes de les conclusions destacades de la Summa
- La teologia és la més important i infal·lible de les ciències, ja que la seva font és el coneixement diví que no pot ser enganyat. (Part I, Qüestió 1)
- A través del raonament es pot demostrar l'existència de Déu i la seva natura simple, eterna, omniscient i totpoderosa. (Part I, Qüestió 2)
- Existeixen els principis de guerra justa (Part II de II, Qüestió 40) i llei natural. (Part I de II, Qüestió 91)
- També és immoral vendre quelcom per un valor superior o inferior al seu preu just. (Part II de II, Qüestió 78)
- Cobrar interessos als préstecs és immoral, perquè és cobrar dues vegades pel mateix. (Part II de II, Qüestió 78)
- La vida contemplativa és superior a la vida activa, però encara és millor la vida contemplativa que també du a terme accions per atraure a d'altres a la vida contemplativa i comparteix els fruits de la seva contemplació.
- Ser un monjo és preferible a estar casat, i en moltes vessants encara més preferible a ser un sacerdot, però és inferior a ser un bisbe. Tant els monjos com els bisbes es troben en un estat de perfecció. (Part II de II, Qüestió 182)
- Tot i que els jueus van entregar Jesús a la mort, van ser els gentils que el van matar, presagiant com la salvació començaria pels jueus i després s'escamparia entre els gentils. (Part III, Qüestió 47)

### Eminències citades a la Summa
A més de la Bíblia, per justificar les conclusions a les diverses qüestions (sed contra) Sant Tomàs cita altres autors de prestigi indiscutible l'autoritat dels quals també considera irrefutable. Es refereix a molts d'ells a través d'un sobrenom:
- El Filòsof (Aristòtil). Considerat pels teòlegs medievals com el filòsof més erudit, la seva autoritat era indiscutible. Els escolàstics intentaven usar la seva terminologia i el seu sistema lògic per les seves investigacions teològiques.
- El Comentarista (Averrois). Va ser un dels primers comentaristes a l'obra d'Aristòtil, i tot i ser àrab les seves anotacions sovint eren traduïdes al llatí per ser publicades juntament amb l'obra del Filòsof.
- El Teòleg (Agustí d'Hipona), considerat aleshores el teòleg més important de tots els temps.
- El Mestre (Pere Llombard). Era l'autor de les Sentències, el text de teologia dominant a l'època en els quals s'analitzaven els escrits dels Doctors de l'Església.
- L'expert legal o "iurisperitus" (Ulpià). Jurista romà que recopilà el dret existent. La seva obra apareix de forma prominent al Digesta.
- Dionís (Pseudo-Dionís l'Aeropagita). Teòleg anònim que afirmava haver estat deixeble de Sant Pau i que a l'època s'identificava amb el Dionís l'Aeropagita que apareix a Fets 17:34. Investigacions posteriors indiquen que l'autoria de les obres dataria de finals del segle v o principis del VI.

Altres autors citats a la Summa inclouen els filòsofs islàmics Avicenna (Ibn Sina) i Algatzell (al-Ghazali), i el rabí jueu Maimònides (Moshé ben Maymon).

## Estructura
Tomàs d'Aquino va estructurar la Summa Teològica de manera que seguís l'ordre de la història del cosmos i el sentit de la vida d'acord amb la seva concepció. Aquest ordre seria cíclic i començaria amb Déu i la seva creació, que arriba al seu punt culminant amb l'home. Perquè l'home pogués fer una vida plena era necessari apropar-se a Déu, i per això Déu es va fer home. Per viure d'acord amb Crist es van instituir els Sagraments, que permeten retornar a Déu.
D'aquesta manera, les tres parts en què es divideix la Summa són:
- Primera part (Prima Pars)- Teologia: La natura i existència de Déu, la creació del món, els àngels, la natura de l'home.
- Segona part (Secunda Pars)- Ètica
  - Primera part de la segona part (Prima Secundae): Principis generals de moral.
  - Segona part de la segona part (Secunda Secundae): Casos particulars de moral, descrivint vicis i virtuts concrets.
- Tercera part (Tertia Pars)- Crist: La persona i obra de Crist, els Sagraments, la fi del món. (Aquesta part restà inacabada per Sant Tomàs).